# أوليفر جولدنج
أوليفر جولدنج (بالإنجليزية: Oliver Golding) مواليد 29 سبتمبر 1993 في ريتشموند، لندن، المملكة المتحدة، هو لاعب كرة مضرب إنجليزي سابق بدأ مسيرته كمحترف سنة 2011 وكان يلعب باليد اليمنى. أعلى تصنيف له في الفردي كان المركز الـ 327. أعلى تصنيف له في الزوجي كان 409.

## الميداليات
| الميدالية | المسابقة                              |
| --------- | ------------------------------------- |
| ذهبية     | الألعاب الأولمبية الصيفية للشباب 2010 |

## روابط خارجية
- أوليفر جولدنج على موقع IMDb (الإنجليزية)
- أوليفر جولدنج على موقع قاعدة بيانات الفيلم (الإنجليزية)

- أوليفر جولدنج على موقع رابطة محترفي التنس (الإنجليزية)
- أوليفر جولدنج على موقع الاتحاد الدولي لكرة المضرب (الإنجليزية)
- أوليفر جولدنج على موقع خلاصة التنس.كوم (الإنجليزية)
- أوليفر جولدنج على موقع إي إس بي إن.كوم (الإنجليزية)
- أوليفر جولدنج على موقع اللجنة الأولمبية الدولية (الإنجليزية)
- أوليفر جولدنج على موقع أوليمبيديا (الإنجليزية)